# Hao Yun
Hao Yun (23 de junho de 1995) é um nadador chinês. Ele conquistou uma medalha de bronze nos Jogos Olímpicos de Londres de 2012, na prova do revezamento 4x200 metros livres, junto com seus compatriotas Li Yunqi, Jiang Haiqi e Sun Yang.